# Bloody Vinyl 3
Bloody Vinyl 3 (indicato anche come BV3) è un mixtape del DJ italiano Slait, dei rapper italiani Low Kidd e Thasup (all'epoca noto come Tha Supreme) e del produttore italiano Young Miles, pubblicato il 2 ottobre 2020 dalla Arista Records e dalla Sony Music.

## Descrizione
Come suggerisce il titolo, si tratta del terzo volume dei mixtape curati da Slait e ha visto la partecipazione di 25 artisti della scena hip hop italiana e non, tra cui Coez, Dani Faiv, Lazza, Massimo Pericolo, Salmo e Shiva.

## Tracce
1. Slait, Young Miles – Machete satellite (feat. Salmo, Taxi B, Greg Willen) – 2:27 (testo: Maurizio Pisciottu, Michele Ballabene – musica: Nicolò Pucciarmati, Gregory Taurone, Ignazio F. Pisano)
2. Slait, Tha Supreme, Young Miles – X 1 Mex (feat. Dani Faiv) – 2:55 (testo: Daniele Ceccaroni, Davide Mattei – musica: Nicolò Pucciarmati, Davide Mattei, Ignazio F. Pisano)
3. Slait, Young Miles – Weekend (feat. Lazza, Madame, Massimo Pericolo) – 3:00 (testo: Jacopo Lazzarini, Francesca Calearo, Alessandro Vanetti – musica: Nicolò Pucciarmati, Ignazio F. Pisano)
4. Slait, Tha Supreme, Low Kidd, Young Miles – Telephone (feat. Capo Plaza, Sick Luke) – 2:49 (testo: Davide Mattei, Luca D'Orso – musica: Luca Antonio Barker, Lorenzo Paolo Spinosa, Davide Mattei, Nicolò Pucciarmati, Ignazio F. Pisano)
5. Slait, Young Miles – Bloody Bars - Studiomob (feat. Lazza) – 1:12 (testo: Jacopo Lazzarini – musica: Roberto Colombo, Nicolò Pucciarmati, Ignazio F. Pisano)
6. Slait, Tha Supreme – Altalene (feat. Mara Sattei, Coez) – 3:07 (testo: Sara Mattei, Silvano Albanese – musica: Davide Mattei, Ignazio F. Pisano)
7. Slait, Tha Supreme, Young Miles – Alaska (feat. Davido, Hell Raton, Shiva) – 3:10 (testo: Davide Mattei, David Adedeji Adeleke, Manuel Zappadu, Andrea Arrigoni – musica: Davide Mattei, Nicolò Pucciarmati, Ignazio F. Pisano)
8. Slait, Young Miles – Bloody Bars - Locked (feat. Jack the Smoker, Sir Prodige, Dani Faiv) – 2:15 (testo: Salvatore Napoli, Giacomo Giuseppe Romano, Daniele Ceccaroni – musica: Nicolò Pucciarmati, Ignazio F. Pisano)
9. Slait, Tha Supreme, Young Miles – Baby (feat. Rosa Chemical) – 2:19 (testo: Davide Mattei, Manuel Franco Rocati – musica: Nicolò Pucciarmati, Davide Mattei, Ignazio F. Pisano)
10. Slait, Low Kidd – OMG (feat. Vale Pain, Hell Raton, Gué Pequeno) – 3:15 (testo: Valerio Paini, Manuel Zappadu, Cosimo Fini – musica: Lorenzo Paolo Spinosa, Ignazio F. Pisano)
11. Slait, Tha Supreme, Young Miles – Greve (feat. MadMan) – 2:26 (testo: Davide Mattei, Pierfrancesco Botrugno – musica: Nicolò Pucciarmati, Davide Mattei, Ignazio F. Pisano)
12. Slait, Young Miles – Spacetrip (feat. Drast) – 2:35 (testo: Nicolò Pucciarmati, Marco De Cesaris – musica: Nicolò Pucciarmati, Ignazio F. Pisano)
13. Slait, Young Miles, Low Kidd – 5G (feat. Nitro, Fabri Fibra, Jake La Furia) – 3:19 (testo: Nicola Albera, Fabrizio Tarducci, Francesco Vigorelli – musica: Nicolò Pucciarmati, Lorenzo Paolo Spinosa, Ignazio F. Pisano)
14. Slait, Young Miles, Tha Supreme – SBSM – 2:21 (testo: Davide Mattei, Nicolò Pucciarmati – musica: Nicolò Pucciarmati, Davide Mattei, Ignazio F. Pisano)
15. Slait, Young Miles, Tha Supreme, Low Kidd – Bloody Bars - Drilluminazione (feat. Charlie KDM, Hell Raton, Lazza) – 5:35 (testo: Antonio Carlo Piccinnu, Nicolò Pucciarmati, Davide Mattei, Ignazio F. Pisano, Manuel Zappadu, Jacopo Lazzarini, Lorenzo Paolo Spinosa – musica: Nicolò Pucciarmati, Davide Mattei, Ignazio F. Pisano)

## Formazione
Musicisti
- Tha Supreme – voce (tracce 2, 4, 7, 9, 11, 14 e 15)
- Young Miles – voce (tracce 12, 14 e 15)
- Low Kidd – voce (traccia 15)
- Slait – voce (traccia 15)
- Salmo – voce (traccia 1)
- Taxi B – voce (traccia 1)
- Dani Faiv – voce (tracce 2 e 8)
- Lazza – voce (traccia 3, 5 e 15)
- Madame – voce (traccia 3)
- Massimo Pericolo – voce (traccia 3)
- Capo Plaza – voce (traccia 4)
- Coez – voce (traccia 6)
- Mara Sattei – voce (traccia 6)
- Davido – voce (traccia 7)
- Hell Raton – voce (traccia 7, 10 e 15)
- Shiva – voce (traccia 7)
- Jack the Smoker – voce (traccia 8)
- Sir Prodige – voce (traccia 8)
- Rosa Chemical – voce (traccia 9)
- Vale Pain – voce (traccia 10)
- Gué Pequeno – voce (traccia 10)
- MadMan – voce (traccia 11)
- Drast – voce (traccia 12)
- Nitro – voce (traccia 13)
- Fabri Fibra – voce (traccia 13)
- Jake La Furia – voce (traccia 13)
- Charlie KDM – voce (traccia 15)

Produzione
- Slait – produzione, direzione artistica, produzione esecutiva
- Young Miles – produzione (tracce 1-5, 7-9, 11-15), direzione artistica
- Tha Supreme – produzione (tracce 2, 4, 6, 7, 9, 11, 14 e 15), direzione artistica
- Low Kidd – produzione (tracce 4, 10, 13 e 15), direzione artistica
- Greg Willen – produzione (traccia 1)
- Sick Luke – produzione (traccia 4)
- Andrea Suriani – missaggio, mastering

## Classifiche

### Classifiche settimanali
| Classifica (2020) | Posizione massima |
| ----------------- | ----------------- |
| Italia            | 1                 |
| Svizzera          | 53                |

### Classifiche di fine anno
| Classifica (2020) | Posizione |
| ----------------- | --------- |
| Italia            | 11        |
| Classifica (2021) | Posizione |
| Italia            | 38        |